# Фарфаган
Фарфаган (перс. فرفهان) — село в Ірані, у дегестані Гамзеглу, в Центральному бахші, шагрестані Хомейн остану Марказі. За даними перепису 2006 року, його населення становило 841 особу, що проживали у складі 232 сімей.

## Клімат
Середня річна температура становить 13,07°C, середня максимальна – 31,87°C, а середня мінімальна – -8,92°C. Середня річна кількість опадів – 219 мм.
| Клімат поселення                              | Клімат поселення | Клімат поселення | Клімат поселення | Клімат поселення | Клімат поселення | Клімат поселення | Клімат поселення | Клімат поселення | Клімат поселення | Клімат поселення | Клімат поселення | Клімат поселення | Клімат поселення |
| Показник                                      | Січ.             | Лют.             | Бер.             | Квіт.            | Трав.            | Черв.            | Лип.             | Серп.            | Вер.             | Жовт.            | Лист.            | Груд.            |                  |
| Середній максимум, °C                         | 10,11            | 11,76            | 17,07            | 20,92            | 24,35            | 31,01            | 31,87            | 31,23            | 27,69            | 22,05            | 16,12            | 9,82             |                  |
| Середня температура, °C                       | 0,59             | 2,26             | 7,57             | 11,42            | 14,84            | 21,51            | 25,18            | 24,55            | 21,00            | 15,36            | 9,42             | 3,14             |                  |
| Середній мінімум, °C                          | −8,92            | −7,26            | −1,94            | 1,91             | 5,33             | 12,01            | 18,50            | 17,86            | 14,32            | 8,68             | 2,75             | −3,56            |                  |
| Норма опадів, мм                              | 37               | 35               | 39               | 26               | 16               | 2                | 2                | 1                | 1                | 7                | 22               | 31               |                  |
| Середньомісячна швидкість вітру, м/с          | 1.70             | 2.04             | 3.05             | 2.98             | 2.80             | 2.50             | 2.48             | 2.35             | 2.25             | 2.16             | 1.84             | 2.11             |                  |
| Середньомісячна сонячна радіація, кДж/м²·день | 9628             | 12927            | 15415            | 18712            | 22564            | 26732            | 25693            | 24340            | 21433            | 16079            | 11334            | 9205             |                  |
| --------------------------------------------- | ---------------- | ---------------- | ---------------- | ---------------- | ---------------- | ---------------- | ---------------- | ---------------- | ---------------- | ---------------- | ---------------- | ---------------- | ---------------- |
| Джерело:                                      |                  |                  |                  |                  |                  |                  |                  |                  |                  |                  |                  |                  |                  |